# Гаазька конференція з репарацій 1929—30
Гаагська конференція з репарацій 1929—1930 рр. — міжнародна конференція з репарацій, що розглянула і прийняла план Юнга; проходила в Гаазі з 6 по 31 серпня 1929 року і з 3 по 20 січня 1930 року.

## Перебіг
На 2-й сесії Гаазької конференції з репарацій (6—31 серпня 1929 р.) були представлені Бельгія, Велика Британія, Німецька Держава, Грецька республіка, Італійське королівство, Польська республіка, Португалія, Румунське королівство, Французька республіка, Чехословацька республіка, Королівство Югославія і Японська імперія. США офіційно не брали участь в роботі конференції; проте, будучи ініціатором плану Юнга чинили тиск на учасників конференції, домагаючись прийняття цього плану.
На Гаазькій конференції з репарацій розвернулася боротьба між Великою Британією і Французькою республікою навколо трьох питань: розподіл так званої безумовної, тобто не належної відстроченню, частині репараційних платежів; постачання натурою (Велика Британія вимагала скорочення їх на користь збільшення свого експорту, особливо вугілля); процентний розподіл усієї суми репараційних платежів між кредиторами.

## Підсумки
У результаті закулісних переговорів між головними учасниками конференції 31 серпня 1929 був підписаний протокол про принципове схвалення плану Юнга. Остаточне затвердження плану Юнга, а також прийняття постанови про застосування санкцій у разі відмови Німеччини від сплати репарацій відбулися на 2-й сесії конференції (3—20 січня 1930), де, окрім держав-учасників 1-ї сесії, були представлені Австрійська республіка, Болгарське царство і Угорське королівство.
Одним з основних рішень конференції була також угода про дострокове виведення (на 5 років раніше терміну, встановленого Версальським мирним договором 1919) усіх окупаційних військ із Рейнської області (не пізніше 30 червня 1930) р.